# Aetius (doxographe)
Pour les articles homonymes, voir Aétios.
Aetius le Doxographe est un écrivain grec de l'époque romaine (Ier siècle ou IIe siècle ap. J.-C.).

## Œuvre
Aetius est mentionné au Ve siècle par Théodoret de Cyr dans sa Thérapeutique des maladies helléniques (trois mentions : II, 95 ; IV, 16 ; IV, 31). Il était selon lui l'auteur d'un Recueil d'opinions [de philosophes], en grec Περὶ ἀρεσκόντων συναγωγή. Son œuvre a été reconstituée de façon conjecturale par Hermann Diels (Doxographi Græci, 1879) à partir d'un recueil doxographique du IIe siècle connu sous le titre latin Placita philosophorum et présent dans les Moralia de Plutarque, du De natura hominis de Némésius d'Émèse (IVe siècle), et des deux premiers livres de l'Anthologie de Jean Stobée (Ve siècle). En effet, il apparaît que ces recueils contiennent de manière abrégée (et anonyme) des passages attribués par Théodoret à Aetius. Diels rattache celui-ci à l'aristotélisme. Cependant, la reconstruction de Diels a été critiquée, en raison de l'interprétation des sources. Et même la réalité historique d'Aetius (vers 100) a été mise en doute par A. V. Lebedev qui attribue le livre à Plutarque jeune, alors qu'il était encore élève d'Ammonius (vers 66). D'autres spécialistes indiquent qu'il s'agit d'un écrit du pseudo-Plutarque attribué à tort au philosophe.
Les Placita philosophorum ont été traduits en arabe au Moyen Âge, et la partie attribuée par Diels à Aetius (celle qui concerne les questions de physique) a été la principale source des philosophes arabo-musulmans sur les présocratiques.

### Œuvre d'Aetius
- Placita philosophorum (= Opinions des philosophes, Peri areskontôn sunagogê) (vers 100 ?), in Hermann Diels, Doxographi Græci (Berlin, 1879, rééd. 1965), p. 267-444 (en grec). Beaucoup de correspondances avec les Eclogae physicae de Jean Stobée (Ve s.). Trad. : Plutarque, Œuvres morales, t. XII, 2e partie : Opinions des philosophes, trad. G. Lachenaud, Les Belles Lettres, 1993, 474 p.
- Hans Daiber (éd.), Aetius Arabus: Die Vorsokratiker in arabischer Überlieferung, Wiesbaden, Franz Steiner, 1980.

### Études sur Aetius
- J.-B. Gourinat, « Aëtius et Arius Didyme sources de Stobée », dans G. Reydams-Schils (éd.), Deciding cultures: Stobaeus’ collection of excerpts of ancient greek authors, Turnhout, Brepols, 2011, p. 146-200.
- (en) A. V. Lebedev, « Did the doxographer Aetius ever exist? », dans Philosophy and Culture. Proceedings of the XVIIth World Congress of Philosophy, Montréal 1983, vol. III, Montréal, Éditions Montmorency, 1988 (lire en ligne), p. 813-817
- Mansfeld, Jaap, & Runia, David T. Aëtiana: The Method and Intellectual Context of a Doxographer, I: The Sources (Leyde: E. J. Brill, 1997) (Philosophia Antiqua, 73); Idem, Aëtiana: The Method and Intellectual Context of a Doxographer, II/1-2; The compendium (Leiden: E. J. Brill, 2009) (Philosophia Antiqua, 114); Idem, Aëtiana: The Method and Intellectual Context of a Doxographer. Vol. 3, Studies in the Doxographical Traditions of Ancient Philosophy (Leyde/Boston: Brill, 2009) (Philosophia antiqua, 118).